# فرايليس
بلدية فرايليس (بالإسبانية: Frailes) هي بلدية تقع في مقاطعة خاين التابعة لمنطقة أندلوسيا جنوب إسبانيا.

## الديموغرافيا
بلغ عدد سكان بلدية فرايليس 1.734 نسمة عام 2011 (وفقاً للمعهد الوطني للإحصاء الإسباني).
| 1.891 | 1.894 | 1.858 | 1.801 | 1.775 | 1.788 | 1.734 |